# Năm của ba giáo hoàng
Năm của ba giáo hoàng là cách gọi một năm mà trong đó Giáo hội Công giáo phải bầu hai giáo hoàng mới – tức là có ba người khác nhau làm giáo hoàng trong cùng một năm. Điều này thường xảy ra khi một giáo hoàng mới vừa được bầu thì qua đời sớm hoặc từ chức sớm, khiến Hồng y Đoàn phải tổ chức một mật nghị hồng y khác trong cùng năm đó. Trong lịch sử, năm 1276 còn đặc biệt hơn, vì trong năm đó đã có đến bốn giáo hoàng khác nhau thay phiên lãnh đạo Giáo hội.

## Các trường hợp
Cho đến nay đã có 12 trường hợp có đúng ba giáo hoàng cùng giữ chức vụ trong một năm dương lịch nhất định.
- 827: Êugêniô II[2] – Valentinô[3] – Grêgôriô IV[4]  (Valentinô qua đời sau 41 ngày tại vị)
- 896: Formôsô[5] – Bônifaciô VI[6] – Stêphanô VI[7] (Bônifaciô VI qua đời sau 15 ngày tại vị)
- 897: Stêphanô VI[7] – Rômanô[8] – Thêôđorô II[9] (Rômanô bị phế truất và giam vào trong một tu viện)
- 964: Lêô VIII[10] – Biển Đức V[11] – Gioan XIII[12] (Lêô VIII bị lật đổ, rồi đến lượt Biển Đức V cũng bị lật đổ)
- 1003: Sylvestrô II[13] – Gioan XVII[14] – Gioan XVIII[15] (Gioan XVII qua đời sau chưa đầy 6 tháng tại vị)
- 1045: Sylvestrô III[16][a] – Biển Đức IX (lần hai)[17] – Grêgôriô VI[18][a] (Biển Đức IX từ chức để đổi lấy tiền bạc)
- 1187: Urbanô III[19] – Grêgôriô VIII[20] – Clêmentê III[21] (Grêgôriô VIII qua đời sau 57 ngày tại vị)
- 1503: Alexanđê VI[22] – Piô III[23] – Giuliô II[24] (Piô III qua đời sau 26 ngày tại vị)
- 1555: Giuliô III[25] – Marcellô II[26] – Phaolô IV[27] (Marcellô II qua đời sau 22 ngày tại vị)
- 1590: Xíttô V[28] – Urbanô VII[29] – Grêgôriô XIV[30] (Urbanô VII qua đời sau 12 ngày tại vị, đây là triều đại giáo hoàng ngắn nhất trong lịch sử)
- 1605: Clêmentê VIII[31] – Lêô XI[32] – Phaolô V[33] (Lêô XI qua đời sau 27 ngày tại vị)
- 1978: Phaolô VI – Gioan Phaolô I – Gioan Phaolô II (Gioan Phaolô I qua đời sau 33 ngày tại vị)

Ngoài ra còn có một năm mà Giáo hội Công giáo được lãnh đạo bởi đến bốn giáo hoàng, được gọi là Năm của bốn giáo hoàng:
- 1276: Grêgôriô X[34] – Innôcentê V[35] – Ađrianô V[36] – Gioan XXI[37] (Innôcentê V qua đời sau năm tháng tại vị, sau đó Ađrianô V qua đời sau một tháng tại vị)